# Бауман, Николай Яковлевич
Николай Яковлевич Ба́уман (10 [23] декабря 1904, Санкт-Петербург, Российская империя — 8 июля 1994, Екатеринбург, Российская Федерация) — советский учёный-механик, профессор, специалист в турбостроении. Лауреат Сталинской премии.

## Биография
Родился 10 (23 декабря) 1904 года в Санкт-Петербурге в многодетной семье. Его отец — Бауман Яков Петрович (1870—1938), происходивший из латышской крестьянской семьи, окончил Санкт-Петербургское артиллерийское училище, работал на Охтинских пороховых заводах, дослужился до чина надворного советника с получением личного дворянства; в советское время работал бухгалтером. В 1938 году был репрессирован. Мать происходила из купеческой семьи — её отец был крупным домовладельцем в Санкт-Петербурге.
После окончания школы-интерната, Николай в 1924—1930 годах работал на телефонном заводе «Красная Заря» в Ленинграде, одновременно обучаясь в вечернем механическом техникуме. По его окончании в 1930 году, получил специальность «холодная обработка металлов резанием» и в этом же году поступил во ВТУЗ при Ленинградском металлическом заводе; одновременно работал на заводе конструктором по инструменту и приспособлениям. За успешную учёбу во ВТУЗе был отмечен приказом наркома тяжелой промышленности Серго Орджоникидзе. Окончив институт в 1932 году, продолжил работу на заводе руководителем технологической службы паротурбинного цеха.
В 1933—1934 годах Николай Бауман находился в командировке в Англии на фирме «Метрополитен-Виккерс», где принимал турбины высокого давления для ТЭЦ-9 (Москва), сооружаемой «ВТИстроем». Затем продолжил работу в бюро подготовки производства паротурбинного цеха Ленинградского металлического завода.
C началом Великой Отечественной войны вступил в народное ополчение, однако в боях не участвовал, поскольку был отозван для организации производства по заказам фронта. В августе 1942 года, он был командирован на Уральский турбинный завод в Свердловск, где были размещены эвакуированные дизельная часть Кировского завода из Ленинграда (выпускал моторы для боевых машин) и Турбогенераторный завод из Харькова (производил запчасти для электростанций). На последнем Н. Я. Бауман принял участие в организации производства турбинных лопаток, которые начали выпускаться в декабре 1942 года и поставлялись на электростанции СССР. В Свердловске остался жить и работать — по 1962 год прошёл на заводе путь от заместителя начальника лопаточного цеха до заместителя главного инженера завода по турбинному производству.
Одновременно с производственной деятельностью в 1947—1948 и 1960—1962 годах Николай Бауман читал лекции по «Технологии турбиностроения» в Свердловском машиностроительном техникуме и Уральском политехническом институте. В 1962 году он полностью перешёл на преподавательскую работу, стал профессором (1963) и назначен заведующим основанной им кафедрой турбиностроения УПИ. В 1979 году оставил преподавание и перешёл на должность профессора-консультанта. В ноябре 1990 года вышел на пенсию. Опубликовал более 50 научных трудов, среди которых монография «Технология турбиностроения» (1960) и учебник для вузов «Технология производства паровых и газовых турбин» (1973); стал автором изобретений.
Умер 8 июля 1994 года. Похоронен в Екатеринбурге на Широкореченском кладбище, где позже рядом с ним похоронили жену — Валентину Николаевну (1905—1995), сотрудницу отдела кадров Турбомоторного завода.

## Награды и премии
- орден «Знак Почёта» (1945) — за организацию производства турбинных лопаток
- Сталинская премия третьей степени (1951) — за коренное усовершенствование технологии серийного производства мощных турбин
- медали